# Ariel Tellsten
Ariel Tellsten, född 23 juni 1880 i Medåker, Västmanlands län, död 28 november 1963 i Mariefred, var en svensk gåramålare.
Han var son till en målarmästare och uppmuntrades av sin far att måla olika former av konstverk. Efter avslutad skolgång började han vandra landet runt och utförde målningar på beställning vid olika gårdar. Men han målade inte mer än han behövde för uppehället och blev med tiden ett riksbekant original. När han inte längre orkade vandra runt tog han anställning vid Svea livgarde och de sista 40 åren av sitt liv var han bosatt i Mariefred där han hittade sina motiv i staden. Ariel Tellsten är begravd på Mariefreds kyrkogård.  